# Joaquim de São José

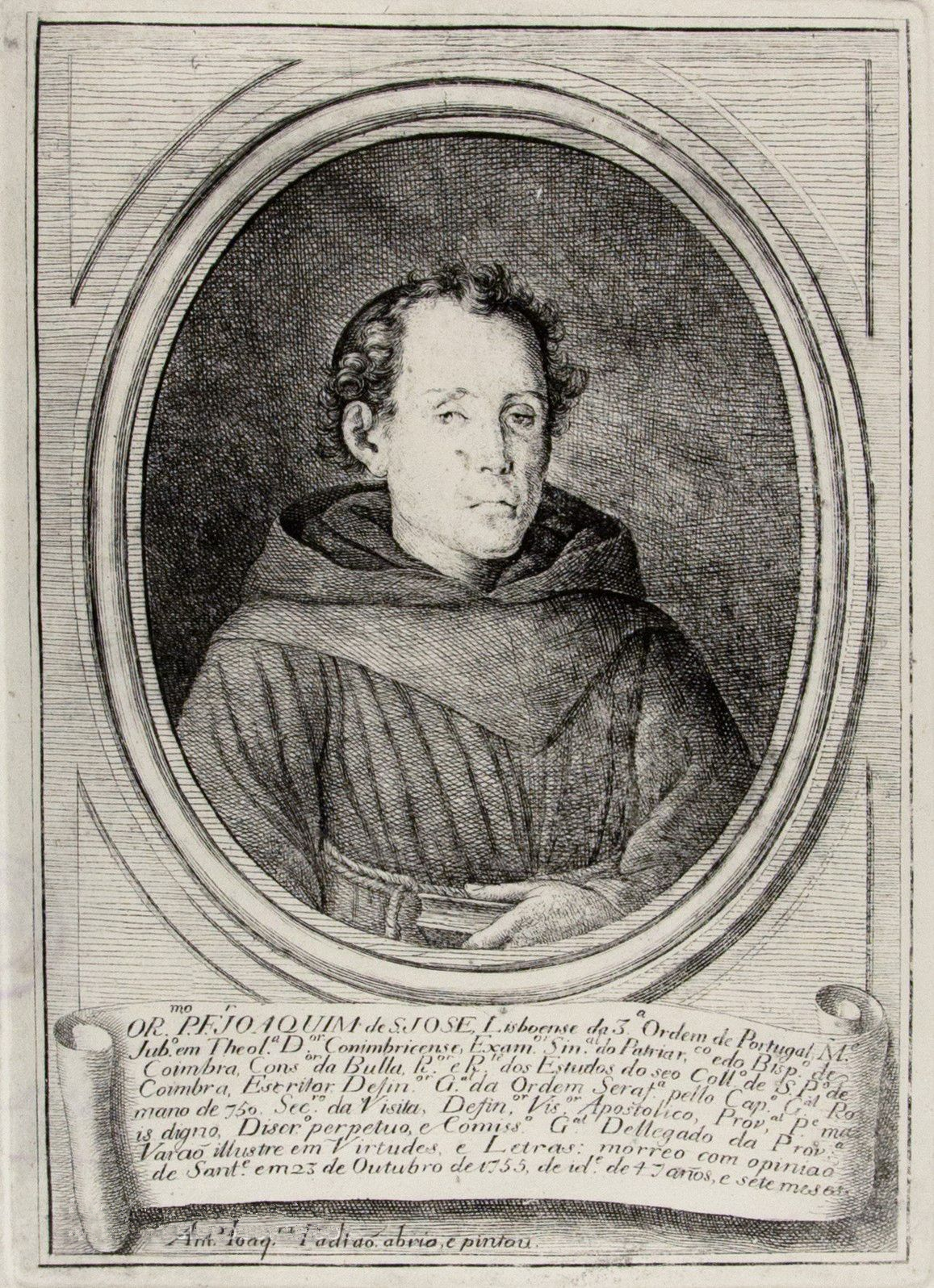
Frei Joaquim de São José, em gravura de António Joaquim Padrão

Frei Joaquim de São José, nome religioso de Joaquim José Crespo (Lisboa, 20 de março de 1707 – Lisboa, 23 de outubro de 1755), foi um clérigo português que ocupou altos cargos na hierarquia dos Terceiros, chegando a ser eleito seu Definidor Geral.
Foi ainda mestre de Filosofia no Colégio de São Pedro de Coimbra, tendo tido uma intervenção considerável na formação da Livraria daquela instituição. Foi professor de Frei Manuel do Cenáculo, com quem estabeleceu grande amizade.